# Доброславівка
Добросла́вівка —  село в Україні, у Чернеччинській сільській громаді Охтирського району Сумської області. Населення становить 118 осіб. До 2017 орган місцевого самоврядування — Чернеччинська сільська рада.

## Географія
Село Доброславівка знаходиться на правому березі річки Ворскла, нижче за течією на відстані 1,5 км розташоване село Чернеччина, на протилежному березі за 1,5 км - місто Охтирка. Річка в цьому місці звивиста, утворює лимани, стариці і заболочені озера. До села примикає великий лісовий масив (дуб). Поруч проходить автомобільна дорога Т 1705.

## Історія
Дата першої згадки - 1732 рік. Село Доброславівку побудували ченці зі Свято-Троїцького монастиря. 
У XVIII-ХІХ століттях слобода Доброславівка належала братам Войнович — Івану, Павлу та Петру. Відставний секунд-майор Іван Войнович, предводитель Охтирського дворянства, і його дружина володіли 125 душами. У селі були паперова і скляна мануфактури. Випускали звичайний папір для письма, обгортковий та інші сорти паперу. Діяла мануфактура до першої половини XIX століття.
12 червня 2020 року, відповідно до розпорядження Кабінету Міністрів України № 723-р «Про визначення адміністративних центрів та затвердження територій територіальних громад Сумської області», село увійшло до складу Черниччинської сільської громади.
19 липня 2020 року, в результаті адміністративно-територіальної реформи та ліквідації Охтирського району(1923-2020), село увійшло до складу новоутвореного Охтирського району.

## Відомі люди
- Арцибашев Михайло Петрович — російський письменник.